# Pedro León Gil
Pedro León Gil (La Puebla de Híjar, 1782 - Híjar, 18 de agosto de 1842) fue un compositor y maestro de capilla español.

## Vida
Nació en La Puebla de Híjar, provincia de Teruel, en 1782. Se formó musicalmente en los infantes del Pilar, donde ingresó el 10 de septiembre de 1790. En 1802 se ofreció para el cargo de organista primero de la Catedral de Tarazona, pero el cargo fue finalmente para Manuel Preciado. Con 17 años ganó el puesto de segundo organista de La Seo de Zaragoza. En 1804 se le alargó la congrua, para que pudiera ordenarse presbítero. Permaneció catorce años en el cargo hasta que en 1813 ganó la posición de organista en la iglesia de Fonz.
En 1818 el magisterio de la Catedral de Zaragoza había quedado vacante tras la partida de Ramón Palacio a la Catedral de Zamora. Se organizaron unas oposiciones a las que se presentaron Gil y José Felipe Teixidor, en ese momento maestro de capilla de la Catedral de Albarracín, ganando las oposiciones este último. Sin embargo Teixidor no se presentó para ocupar el puesto y finalmente fue nombrado Gil.
Gil, además de maestro de capilla, también ocuparía el cargo de segundo organista, lo que llevó a algunas desavenencias con el primer organista, Francisco Garcés, que consideraba que Gil acumulaba demasiado poder musical. También pasó dificultades económicas, ya que su magisterio coincidió con las desamortizaciones eclesiásticas. También tuvo algunos conflictos con el cabildo por su falta de cuidado de los infantes del coro. Fue maestro de Domingo Olleta.
Permanecería en el cargo por 23 años, falleciendo en Híjar, el 18 de agosto de 1842.

## Obra
El compositor y musicólogo Antonio Lozano no es clemente con su opinión sobre la obra de Gil, «no ofrece de notable cosa alguna, sino el haber educado al infante Olleta». Saldoni menciona el texto del «Sr. Pérez» que tampoco es muy halagador:

Buen maestro é instruido, de quien se puede ver la ciencia en un Credo á orquesta, algunos Salmos de vísperas y otras pocas obras que dejó, porque en realidad trabajó poco. Su estilo y su manera de escribir son , en todos conceptos, anteriores al tiempo en que vivió.

En cambio el musicólogo Antonio Ezquerro destaca su trabajo como docente de música que creó escuela y señala que, a pesar de las dificultades económicas que tuvo sufrir, sus 23 años frente a la capilla avalan su quehacer como compositor.
Sus obras se conservan en el archivo de las catedrales de Zaragoza, que tiene varias misas, himnos, antífonas y salmos para el oficio, y algunas obras en castellano: Gozos a San Juan de Nepomuceno, Bendito, Señor, sea tu grandeza, Rosario.